# Sejr
 For alternative betydninger, se Sejr (flertydig). (Se også artikler, som begynder med Sejr)
Sejr er det at overvinde modstand eller modstandere, i kamp, krig og andre konflikter eller i leg, spil eller konkurrence. Man kan snakke om militær sejr, valgsejr, sejr ved forhandlingsbordet eller i idræt.
| Samfund | Spire Denne samfundsartikel er en spire som bør udbygges. Du er velkommen til at hjælpe Wikipedia ved at udvide den. |